# Prosopandrophila
Prosopandrophila is een geslacht van vlinders van de familie bloeddrupjes (Zygaenidae), uit de onderfamilie Chalcosiinae.

## Soorten
- P. distincta (Guérin-Meneville, 1843)
- P. mirifica (Swinhoe, 1903)
- P. oenone (Butler, 1883)